# 朱璜
朱璜，浙江慈溪人，清朝政治人物。
朱璜曾于1879年接替莫祥芝任上海县知县一职，1882年由范寿棠接任。